# Go (H2O)
Go è un album del gruppo hardcore punk H2O pubblicato nel 2001 dalla MCA Records.

## Indizi
1. Role Model – 3:24
2. Self Reliable – 2:08
3. Well Behaved – 3:10
4. Out of Debt – 2:48
5. Memory Lane – 3:27
6. Ripe or Rotting? – 2:38
7. I Want I Want – 2:47
8. Songs Remain – 2:38
9. Forest King – 2:22
10. Shine the Light – 2:45
11. Repair – 2:54
12. Underneath the Flames – 6:41

## Formazione
- Toby Morse - voce
- Todd Morse - chitarra
- Rusty Pistachio - chitarra
- Adam Blake - basso
- Todd Friend - batteria